# Новотроїцький (Вавозький район)
Новотро́їцький (рос. Новотроицкий) — присілок (колишній виселок) в Вавозькому районі Удмуртії, Росія.
Населення — 39 осіб (2010; 62 в 2002).
Національний склад (2002):
- удмурти — 95 %

Урбаноніми:
- вулиці — Центральна